# ثلث الصبغي 10
تثلث الصبغي 10 هو اضطراب وراثي نادر للكروموسومات يُسبب العديد من التشوهات الجسدية والإعاقة الذهنية.
يوجد لدي الإنسان كسائر الأنواع التي تتكاثر جنسيًا خلايا جسدية ثنائية الصيغة الصبغية (2س) ؛ حيث (س) تمثل عدد الكروموسومات و(2) تمثل عدد النسخ.
يملك الشخص الطبيعي 23 كروموسوم، ولكن في شكل مجموعتين تُورث من كلٍ من الأبوين، يبلغ العدد الإجمالي للكروموسومات 46 كروموسوم وتكون مُرتبة علي حسب حجمها، وظيفتها والجينات التي تحملها. من الطبيعي أن تحمل كل خلية من خلايا جسم الإنسان زوجًا من هذا الصبغي، ولكن في بعض الأحيان يحدث خللًا في الصيغة الصبغية قد يؤدي إلي مشاكل صحية خطيرة وذلك بسبب حدوث طفرات أو افتراق أزواج الكروموسومات أثناء انقسام الخلايا، مما يؤدي إلي وجود نسخة إضافية من الكروموسوم. لذا اختلال الصيغة الصبغية يؤدي إلي تثلث الصبغي 10.